# Catedral de Bíljorod del Dniéster
La catedral de Santa Ascensión (en ucraniano: Свято-Вознесенський собор), conocida como la catedral de Bíljorod del Dniéster, es una catedral ortodoxa ucraniana que se sitúa en la actual Bíljorod del Dniéster, Ucrania. El templo está bajo la jurisdicción de la eparquía de Odesa.  

## Geografía
La catedral está ubicada en Bíljorod del Dniéster, en el óblast de Odesa.  

## Historia
La catedral fue construida bajo la dirección de Fiódor Malavinski en los años 1815-1820 en el lugar del antiguo cementerio turco, en una colina en el centro de la ciudad. Según el diseño original, su distribución debía parecerse a la forma de un barco, pero en 1830 se le añadieron tres pórticos de cuatro columnas, cambiando la forma del edificio a una forma de cruz. La catedral contiene parte de las reliquias de Juan de Suceava, quien fue asesinado en Bíljorod del Dniéster en el lugar donde posteriormente se construyó una iglesia ortodoxa con su nombre.
En los años 1920-1940, los frescos de la catedral fueron realizados por el pintor Pável Piskariov junto con su hija y su hijo sordos. En 1971, los pintores moscovitas pintaron nuevos frescos en la parte central de la catedral.

## Arquitectura
La catedral tras su reconstrucción en 1830, representa el estilo neoclásico en su versión rusa. Se trata de un edificio de una sola planta con un campanario de cinco pisos y una cúpula, rematada con una pequeña cúpula bulbosa con una cruz. 
En el templo hay un campanario de 40 metros de altura con ocho campanas. 

## Galería

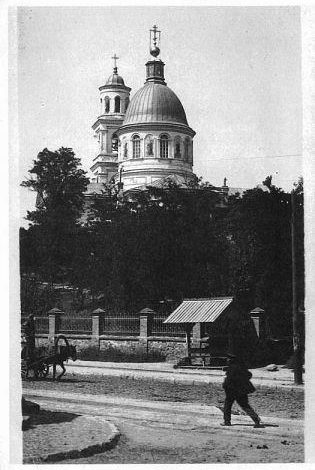
Catedral a finales del siglo XIX
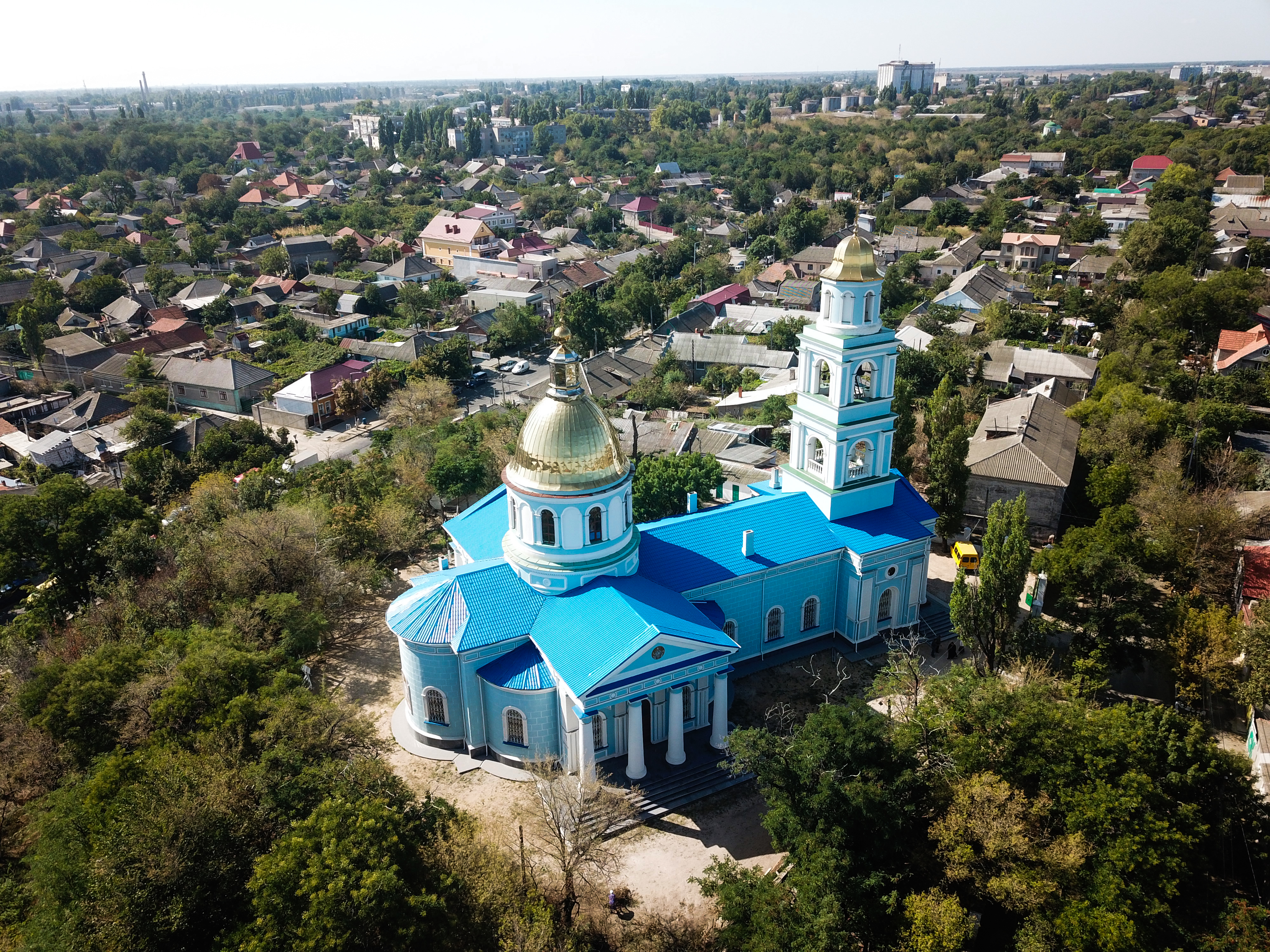
Vista aérea del templo
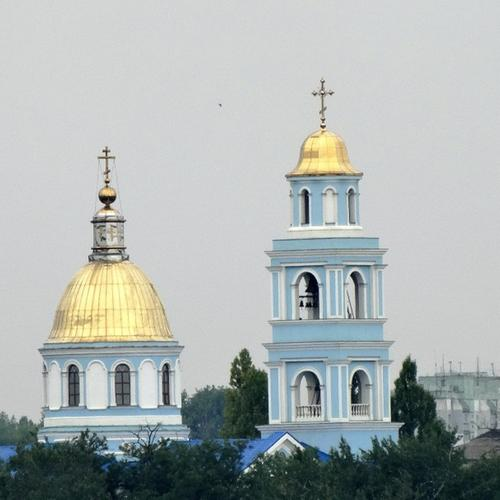
Cúpulas de la catedral
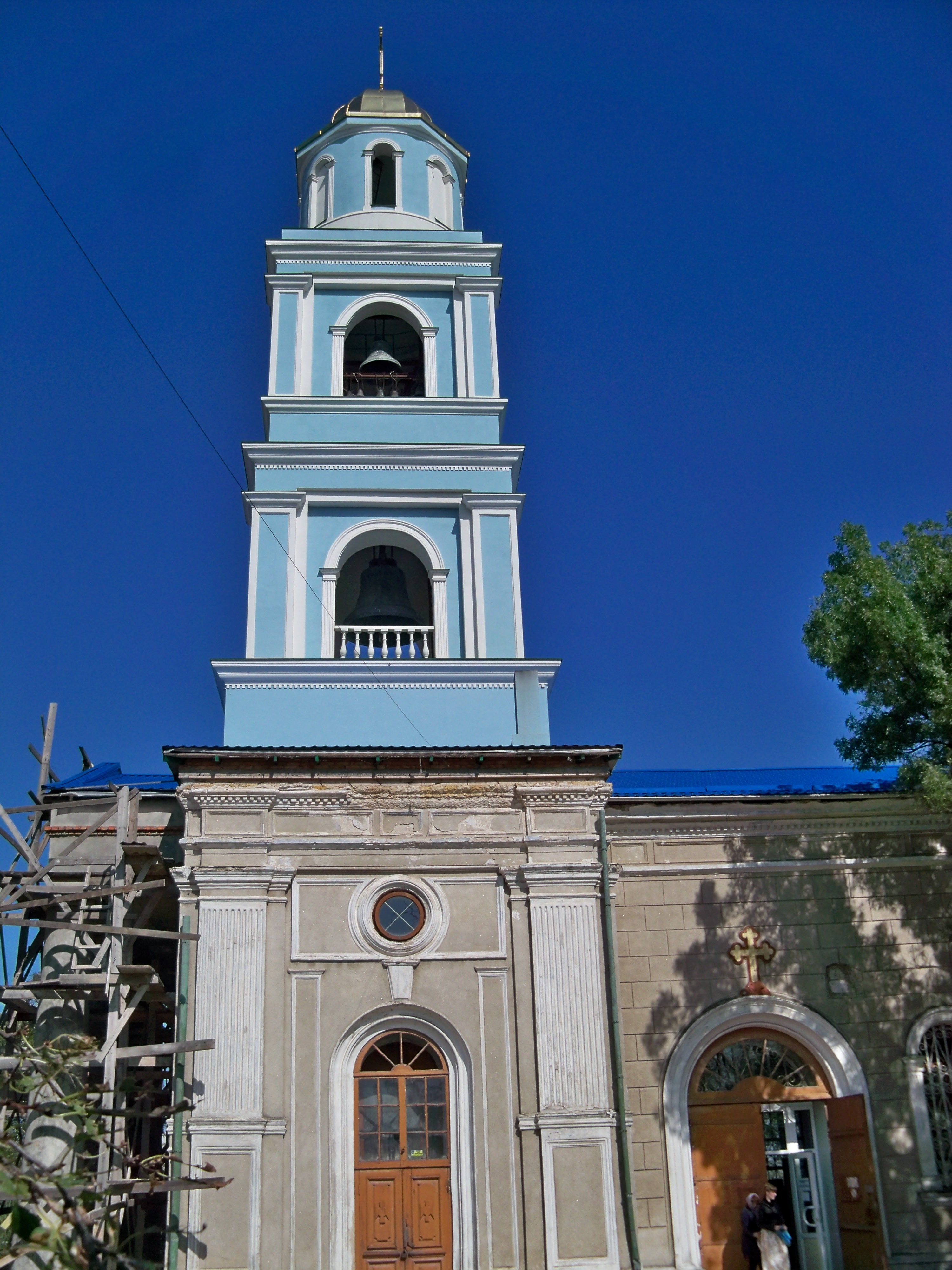
Torre de la catedral
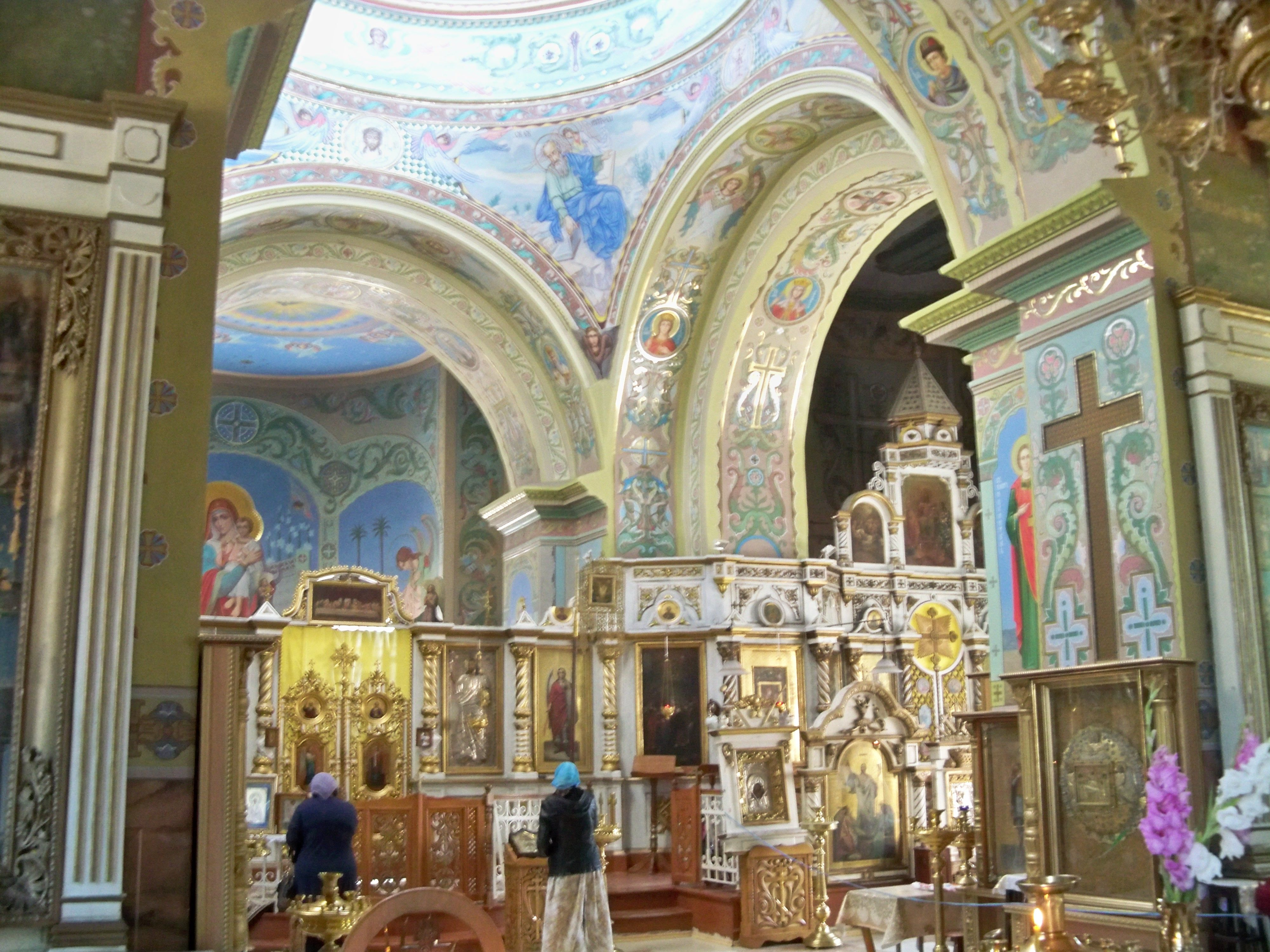
Interior de la catedral